# Kümmel (bevanda spiritosa)
Una bevanda spiritosa al carvi, spesso indicata semplicemente con il termine tedesco kümmel (o anche kummel o kimmel), è una bevanda spiritosa ottenuta da alcol aromatizzato con il seme di cumino dei prati (Carum carvi), più eventualmente altre erbe come cumino e finocchio.
Originariamente, le parole kümmel, kummel e kimmel sono rispettivamente i termini in qualche modo generici nelle lingue tedesca, olandese e Yiddish, e indicano sia il cumino dei prati che il cumino. Per esempio, il cumino dei prati tedesco è denominato Echter Kümmel mentre il cumino è denominato Kreuzkümmel, ma il termine Kümmel è usato anche per il distillato aromatizzato con queste spezie.
Secondo la tradizione, il kümmel in origine sarebbe stato distillato in Paesi Bassi, durante il tardo sedicesimo secolo, da Erven Lucas Bols. Da allora è stato ripreso in Germania e poi in Lettonia, il principale produttore e consumatore di kümmel. Il Gilka Kümmel o Kaiser-Kümmel, prodotto a Berlino, è ottenuto da un processo di distillazione più lungo ed ha un gusto più morbido rispetto ai ķimelis lettoni.

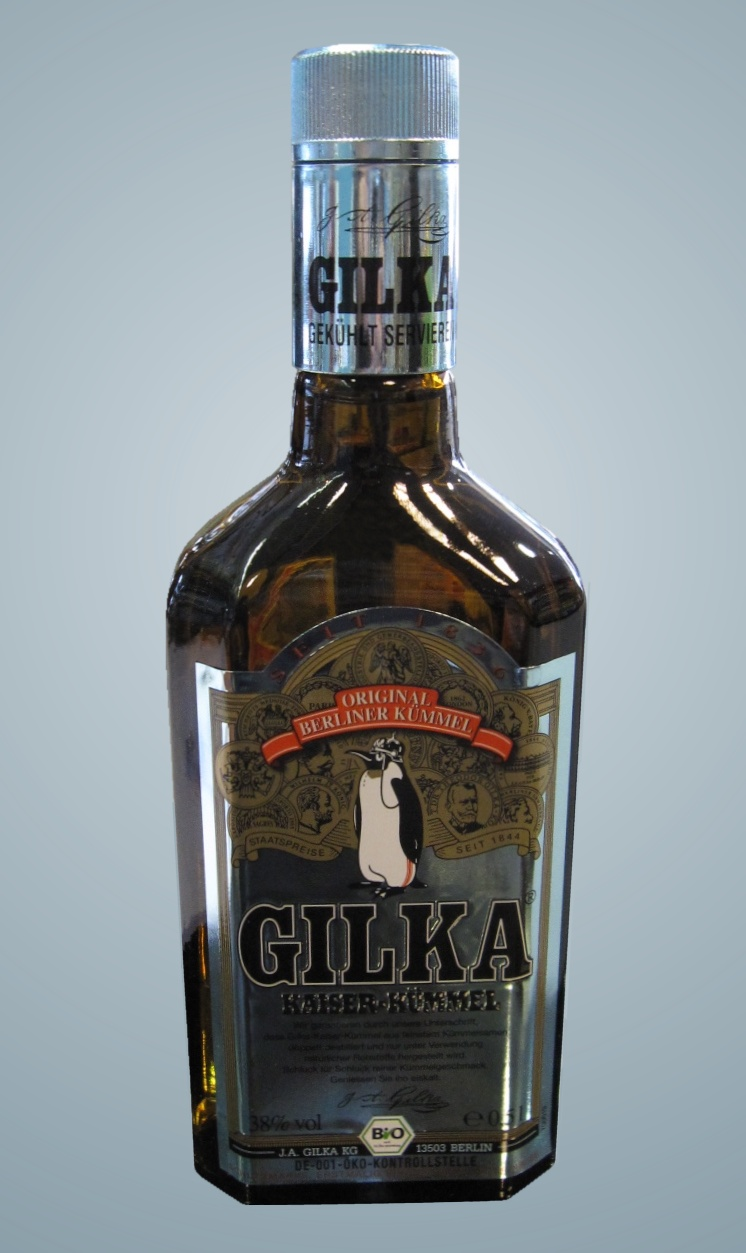
Kaiser-Kümmel della J. A. Gilka

## Esempi
- Allažu ķimelis (Lettonia), dolce
- Aquavit (Scandinavia), secco
- Berliner Kümmel (Germania), dolce
- Brennivín (Islanda), secco
- Helbing Kümmel (Germania)
- Kaiser-Kümmel (Germania), leggermente dolce

## Varianti
- Doppio kümmel